# Célula enteroendócrina

Os órgãos digestivos produzem diversos hormônios para se auto-regularem.

As células enteroendócrinas (CEE) são células epiteliais glandulares, parte do sistema endócrino e estão espalhadas pelo sistema digestivo. Secretam várias proteínas e peptídeos que controlam funções fisiológicas, principalmente regulando a digestão. Eles também desempenham um papel fundamental no controle do peristaltismo e na proteção da mucosa e renovação celular. 

## Funções
Seu objetivo principal é agir como sensores de conteúdo do lúmen, seja de forma endócrina clássica (pelo sangue), ou parácrina (para células próximas).
Seus hormônios incluem:
- Gastrina: estimular produção de ácido clorídrico pelo estômago;
- Secretina e Colecistoquinina(CCK): estimular liberação de bicarbonato para reduzir acidez do duodeno;
- Motilina, Serotonina e Substância P: Aumentar o peristaltismo;
- Insulina: Diminuir a glicose livre no sangue, armazenando-as no fígado como glicogênio;
- Glucagón: Quebrar o glicogênio, aumentando a glicose livre no sangue;
- Enteroglucagon: Diminui o peristaltismo e inibe o glucagon;
- Somatostatina: Inibir produção de hormônio das células próximas;
- Grelina: Causar fome;
- Peptídeo intestinal vasoativo(PIV): Regula a absorção de água e sais pelo intestino;
- Peptídeo inibidor gástrico(GIP): Aumenta a produção de insulina pelas células beta pancreáticas em resposta a uma elevada concentração de açúcares no sangue e inibe a absorção de água e electrólitos no intestino delgado.
- Histamina: liberada pelas células tipo-enterocromafim, auxilia na produção do ácido gástrico

## Patologias
Tem impacto em diversas doenças gastrointestinais, especialmente a síndrome do intestino irritável, enterite (infecção do intestino delgado), na diabetes, na obesidade e em úlceras.